# Сурьян, Антон
Антон Сурьян (Сурян, Антон Армянин, Антонио Суриан, итал. Antonio Suriano ditto l’Armeno; 1550, Сирия —  1591, Венеция) — венецианский адмирал, инженер, военный врач, судостроитель. Создал новый класс скорострельных и точных морских пушек и включил их в свои недавно спроектированные и тяжеловооруженные галеасы. Разработал новую систему спуска на воду больших кораблей и создал устройство, которое очищало ил, скопившийся на дне лагуны на протяжении веков. Его именем названы сотопортего, улица и двор в Венеции.

## Биография
Фамилия Сурьян довольно известна в Венеции — это семья, входившая в венецианский Большой совет с 1297 года.
Антон Сурьян родился в 1550 году в Сирии. Прибыв в Венецию около двадцати лет, вероятно, с Кипра, он 24 июня 1561 года направил заявление о приёме на работу на имя дожа Джироламо Приули.
Ему быда поручена работа в Арсенале, где он продемонстрировал незаурядные способности и навыки настолько, что быстро заслужил звание «инженер». Фактически ему удалось скоординировать подъем затонувшего в порту галеона и трёх больших пушек. Сурьян создал систему спуска на воду крупных кораблей и очистки русла каналов от скопившихся там с течением времени илистых отложений.
Считается также, что ему следует приписать значительную часть заслуги в победе при Лепанто, поскольку им не только были построены использованные в этом случае пушки разного калибра, но и его присутствие во время битвы позволило установить стратегическое расположение, чтобы выстрел был практически безошибочным.
Однако самый большой вклад Сурьяна был сделан, когда в 1575 году разразилась чума. В этом случае проявился его высокий гуманный дух, а также его большие организаторские способности и исключительные медицинские навыки. Правительству было известно, что Сурьян, благодаря изобретенному им снадобью, ранее исцелил многих солдат, раненых в бою. Поэтому приняло предложение его помощи и доверило ему заботу обо всём районе Дорсодуро. Сурьян работал не покладая рук, компетентно и щедро, не колеблясь использовать значительную часть средств, накопленных за годы, в борьбе с эпидемией.